# Valeria Gastaldi
Valeria Gastaldi Canton (Buenos Aires, 5 dicembre 1981) è una cantante e attrice argentina.

## Biografia

### Popstarse le Bandana
Ha debuttato nel mondo della musica nel 2001, vincendo l'edizione argentina del talent show Popstars, che ha portato alla formazione del gruppo delle Bandana. Con le Bandana è riuscita a spopolare nelle classifiche argentine e internazionali con tre album di inediti (Bandana nel 2001, Noche nel 2002, Vivir Intentando nel 2003) e un album live (Hasta Siempre nel 2004). Nel 2003 ha anche recitato nel film Vivir Intentando, basato sulla carriera del gruppo.

### Carriera da solista

#### Il debutto solista:Cuando no estás
Dopo lo scioglimento del gruppo, avvenuto nel 2004, la cantante ha lavorato nel programma Much Music, nel quale ha anche intervistato personaggi come Avril Lavigne o INXS. Lo stesso anno ha anche partecipato a Soy tu fan. Ha esordito come cantante solista nel 2007 pubblicando il suo primo album solista per l'etichetta discografica Universal Music intitolato Cuando no estás, che ha ottenuto una nomination ai Latin Grammy Awards. Dall'album sono stati estratti tre singoli: Inventario, Cuando no estás e Necesito. Come solista, ha ottenuto buoni risultati in Argentina, Messico, Stati Uniti d'America, Porto Rico e Uruguay.
Nel 2008 dopo essere riapparsa con le Bandana nel programma di Susana Giménez, Valeria ha avuto l'onore di cantare accanto ad artisti come Luis Fonsi, Enrique Iglesias, Belanova e Paulina Rubio.

#### Il secondo album:Contigo
Nel 2010 è nato il primo figlio della cantante, che continua comunque a lavorare al secondo disco.
Il 6 maggio 2011 Valeria apre la data argentina dello Gypsy Heart Tour di Miley Cyrus presso lo Stadio monumentale Antonio Vespucio Liberti di Buenos Aires davanti ad oltre 30.000 persone.
Nello stesso mese lancia Espejos, il singolo di traino per il secondo album solista della cantante: Contigo, pubblicato il 21 giugno 2011 per la Sony Music.
Nell'autunno 2011 estrae il brano Tú come secondo singolo dall'album. Il video del brano vede l'apparizione del figlio della cantante. A partire dal dicembre del 2011 partecipa al programma televisivo Volver al ruedo nel ruolo di Mori. Nel maggio 2012 estrae un terzo singolo: Estampida de Elefantes.

#### Il terzo album:Mírame de Cerca
Archiviata l'era Contigo, Valeria rompe con Sony Music e firma un nuovo contratto discografico con Universal Music Argentina S.A.
Nel gennaio 2013 ritorna sulle scene partecipando come giudice al programma televisivo Intratables.
Dopo questa esperienza televisiva, a fine anno ritorna nel mondo della musica con un nuovo singolo: No Me Dejes Ir, pubblicato il 2 novembre 2013. A questo brano segue un secondo singolo: Mover Tu Cama il 30 aprile 2014, che ha preceduto la pubblicazione del terzo album studio della cantante: Mírame de Cerca, uscito il 3 maggio 2014.

## Discografia

### Da solista
Album in studio
- 2007 - Cuando no estás
- 2011 - Contigo
- 2014 - Mírame de Cerca

Singoli
- 2007 - Inventario
- 2008 - Cuando no estás
- 2008 - Necesito
- 2011 - Espejos
- 2011 - Tú
- 2012 - Estampida de Elefantes
- 2013 - No Me Dejes Ir
- 2014 - Mover Tu Cama

## Filmografia
- Soy tu fan (2006)